# Mesurodes
Mesurodes là một chi bướm đêm thuộc họ Geometridae.